# Unione Ginnastica Goriziana Hockey 1979-1980
Questa voce raccoglie le informazioni riguardanti l'Unione Ginnastica Goriziana Hockey nelle competizioni ufficiali della stagione 1979-1980.

## Maglie e sponsor
| 1ª divisa |

## Rosa
| N° | Naz.                   | Ruolo | Sportivo            |  |  |  |
| -- | ---------------------- | ----- | ------------------- |  |  |  |
|    | Italia (bandiera)      | E     | Antonini            |  |  |  |
|    | Italia (bandiera)      | E     | Gianni Brandolin    |  |  |  |
|    | Italia (bandiera)      | P     | Francesco Fontana   |  |  |  |
|    | Stati Uniti (bandiera) | E     | Robert Edwin Fraley |  |  |  |
|    | Italia (bandiera)      | E     | Giardini            |  |  |  |
|    | Italia (bandiera)      | E     | Tonino Lepore       |  |  |  |
|    | Italia (bandiera)      | E     | Marzillo            |  |  |  |
|    | Italia (bandiera)      | E     | Flavio Perok        |  |  |  |
|    | Italia (bandiera)      | E     | Marzio Vidoz        |  |  |  |
|    | Italia (bandiera)      | E     | Zotti               |  |  |  |

- Allenatore: ?